# Râul Bemarivo
Râul Bemarivo literal marele superficial, este situat în nordul Madagascarului. Se varsă pe coasta de nord-est, în Oceanul Indian. Se varsă în partea de est a Masivului Tsaratanana și jumătatea nordică a Masivul Marojejy.
Este traversat de  RN 5a lângă Nosiarina. Gura sa de vărsare este situată în partea de nord a orașului Sambava.
Acesta este marginea de nord a teritoriului cunoscut sub numele de Betsimisaraka. În mod confuz, un curs de apă, afluent al râului Sofia este numit și Râul Bemarivo (Sofia).